# Bordj Omar Driss
Bordj Omar Driss (în arabă برج عمر ادريس) este o comună și oraș din provincia Illizi, Algeria.
Populația comunei este de 5.736 de locuitori (2008).

## Clima
| Date climatice pentru Bordj Omar Driss | Date climatice pentru Bordj Omar Driss | Date climatice pentru Bordj Omar Driss | Date climatice pentru Bordj Omar Driss | Date climatice pentru Bordj Omar Driss | Date climatice pentru Bordj Omar Driss | Date climatice pentru Bordj Omar Driss | Date climatice pentru Bordj Omar Driss | Date climatice pentru Bordj Omar Driss | Date climatice pentru Bordj Omar Driss | Date climatice pentru Bordj Omar Driss | Date climatice pentru Bordj Omar Driss | Date climatice pentru Bordj Omar Driss | Date climatice pentru Bordj Omar Driss |
| Luna                                   | Ian                                    | Feb                                    | Mar                                    | Apr                                    | Mai                                    | Iun                                    | Iul                                    | Aug                                    | Sep                                    | Oct                                    | Nov                                    | Dec                                    | Anual                                  |
| -------------------------------------- | -------------------------------------- | -------------------------------------- | -------------------------------------- | -------------------------------------- | -------------------------------------- | -------------------------------------- | -------------------------------------- | -------------------------------------- | -------------------------------------- | -------------------------------------- | -------------------------------------- | -------------------------------------- | -------------------------------------- |
| Maxima medie °C (°F)                   | 19.5 (67,1)                            | 22.9 (73,2)                            | 26.8 (80,2)                            | 32.2 (90)                              | 36.2 (97,2)                            | 41.3 (106,3)                           | 43.4 (110,1)                           | 42.3 (108,1)                           | 39.0 (102,2)                           | 33.4 (92,1)                            | 26.8 (80,2)                            | 21.2 (70,2)                            | 32,08 (89,75)                          |
| Media zilnică °C (°F)                  | 11.5 (52,7)                            | 14.6 (58,3)                            | 18.4 (65,1)                            | 23.6 (74,5)                            | 28.1 (82,6)                            | 33.2 (91,8)                            | 34.5 (94,1)                            | 33.7 (92,7)                            | 30.9 (87,6)                            | 25.3 (77,5)                            | 18.5 (65,3)                            | 13.2 (55,8)                            | 23,79 (74,83)                          |
| Minima medie °C (°F)                   | 3.5 (38,3)                             | 6.3 (43,3)                             | 10.1 (50,2)                            | 15.1 (59,2)                            | 20.1 (68,2)                            | 25.1 (77,2)                            | 25.7 (78,3)                            | 25.1 (77,2)                            | 22.9 (73,2)                            | 17.3 (63,1)                            | 10.2 (50,4)                            | 5.2 (41,4)                             | 15,55 (59,99)                          |
| Precipitații mm (inches)               | 5 (0.2)                                | 1 (0.04)                               | 2 (0.08)                               | 4 (0.16)                               | 1 (0.04)                               | 1 (0.04)                               | 0 (0)                                  | 0 (0)                                  | 1 (0.04)                               | 1 (0.04)                               | 4 (0.16)                               | 5 (0.2)                                | 25 (0,98)                              |
| Sursă: climate-data.org                |                                        |                                        |                                        |                                        |                                        |                                        |                                        |                                        |                                        |                                        |                                        |                                        |                                        |